# قائمة رؤساء التشيك
رئيس جمهورية التشيك هو رأس الدولة في جمهورية التشيك ، منذ عام 1993 وحتى الآن لم يتول رئاسة جمهورية التشيك سوى شخصان فقط وذلك لأن الدستور التشيكي يسمح لكل رئيس بفترة رئاسية مدتها خمسة أعوام قابلة للتجديد مرة واحدة فقط في حال الفوز بالانتخابات.

## رؤساء جمهورية التشيك
Parties
  مستقل
  ODS
  SPO
|   | الرئيس (ميلاد-وفاة) | الرئيس (ميلاد-وفاة)         | تولى منصبه    | ترك المكتب    | حزب                           | الإنتخابات | المنصب السابق                                                           |
| - | ------------------- | --------------------------- | ------------- | ------------- | ----------------------------- | ---------- | ----------------------------------------------------------------------- |
| 1 |                     | فاتسلاف هافيل (1936–2011)   | 2 فبراير 1993 | 2 فبراير 2003 | مستقل                         | 1 (1993)   | رئيس جمهورية التشيك وسلوفاكيا الاتحادية (1989–1992)                     |
| 1 | 2 (1998)            | فاتسلاف هافيل (1936–2011)   | 2 فبراير 1993 | 2 فبراير 2003 | مستقل                         |            | رئيس جمهورية التشيك وسلوفاكيا الاتحادية (1989–1992)                     |
| 2 |                     | فاتسلاف كلاوس (مواليد 1941) | 7 مارس 2003   | 7 مارس 2013   | الحزب الديمقراطي المدني (ODS) | 3 (2003)   | رئيس الوزراء (1992–1998) رئيس مجلس النواب (1998–2002)                   |
| 2 | 4 (2008)            | فاتسلاف كلاوس (مواليد 1941) | 7 مارس 2003   | 7 مارس 2013   | الحزب الديمقراطي المدني (ODS) |            | رئيس الوزراء (1992–1998) رئيس مجلس النواب (1998–2002)                   |
| 3 |                     | ميلوش زيمان (مواليد 1944)   | 8 مارس 2013   | 8 مارس 2023   | حزب الحقوق المدنية (SPO)      | 5 (2013)   | رئيس مجلس النواب (1996–1998) رئيس الوزراء (1998–2002)                   |
| 3 | 6 (2018)            | ميلوش زيمان (مواليد 1944)   | 8 مارس 2013   | 8 مارس 2023   | حزب الحقوق المدنية (SPO)      |            | رئيس مجلس النواب (1996–1998) رئيس الوزراء (1998–2002)                   |
| 4 |                     | بيتر بيفل (مواليد 1961)     | 9 مارس 2023   | حالي          | مستقل                         | 7 (2023)   | رئيس الأركان العامة (2012–2015) رئيس اللجنة العسكرية للناتو (2015–2018) |

## وصلات خارجية
- الدستور التشيكي. المواد من 54 إلى 66 والمتعلقة برئاسة جمهورية التشيك.